# گری گروبز
گری گروبز (به انگلیسی: Gary Grubbs) (زاده ۱۴ نوامبر ۱۹۴۹) بازیگر آمریکایی است.

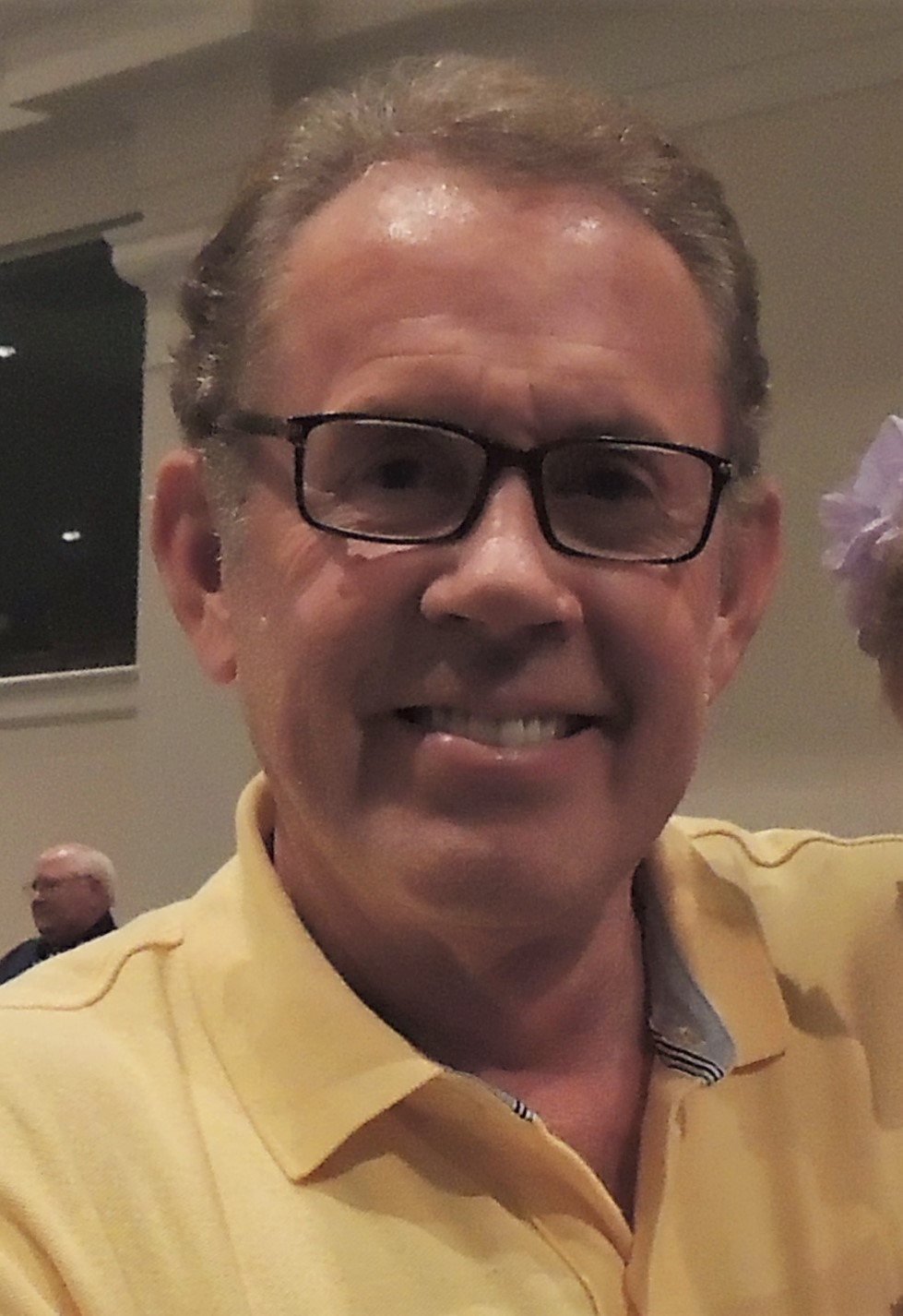
گری گروبز

از فیلم‌های معروف او می‌توان به بازی در فیلم جا مانده اشاره کرد.